# Helina infranitens
Helina infranitens är en tvåvingeart som beskrevs av Fritz Isidore van Emden 1965. Helina infranitens ingår i släktet Helina och familjen husflugor. Inga underarter finns listade i Catalogue of Life.